# Allobaccha keiseri
Allobaccha keiseri är en tvåvingeart som först beskrevs av Goot 1964.  Allobaccha keiseri ingår i släktet Allobaccha och familjen blomflugor. Inga underarter finns listade i Catalogue of Life.